# Kao-Mossi
Pour les articles homonymes, voir Kao et Mossi.
Ne doit pas être confondu avec Kao-Peulh.
Kao-Mossi est une localité située dans le département de Oula de la province du Yatenga dans la région Nord au Burkina Faso.

## Géographie
Kao-Mossi se trouve à 6 km à l'est de Oula, le chef-lieu du département, et à environ 20 km au sud-est du centre de Ouahigouya. Le village est traversé par la route nationale 15.

## Santé et éducation
Le centre de soins le plus proche de Kao-Mossi est le centre de santé et de promotion sociale (CSPS) de Oula tandis que le centre hospitalier régional (CHR) se trouve à Ouahigouya.